# جلين روبرتس (لاعب كرة قدم)
جلين روبرتس (بالإنجليزية: Glyn Roberts)‏ هو لاعب كرة قدم بريطاني في مركز الوسط، ولد في 19 أكتوبر 1974 في إبسوتش في المملكة المتحدة. لعب مع نادي روذرهام يونايتد.